# Воротниково
Воротни́ково (рос. Воротниково) — присілок у складі Шатровського району Курганської області, Росія. Входить до складу Терсюкської сільської ради.
Населення — 88 осіб (2010, 163 у 2002).
Національний склад станом на 2002 рік: росіяни — 100 %.